# Grzegorz Tkaczyk
Grzegorz Tkaczyk, né le 22 décembre 1980 à Varsovie, est un handballeur polonais évoluant au poste d'Arrière gauche ou de demi-centre.

## Palmarès

### En équipe nationale
- Médaille d'argent au Championnat du monde 2007

### En clubs
Compétitions internationales
- vainqueur de la Ligue des champions (1) : 2016
  - troisième en 2013
- Vainqueur de la Coupe de l'EHF (1) : 2007
- Vainqueur de la Supercoupe d'Europe (1) : 2002

Compétitions nationales
- Vainqueur du Championnat de Pologne (6) :  2012, 2013, 2014, 2015, 2016
- Vainqueur du Coupe de Pologne (6) :  2012, 2013, 2014, 2015, 2016